# Les Perrières (site troglodytique)
Cet article concerne le site touristique. Pour l'ensemble de musique breton, voir Les Perrières.

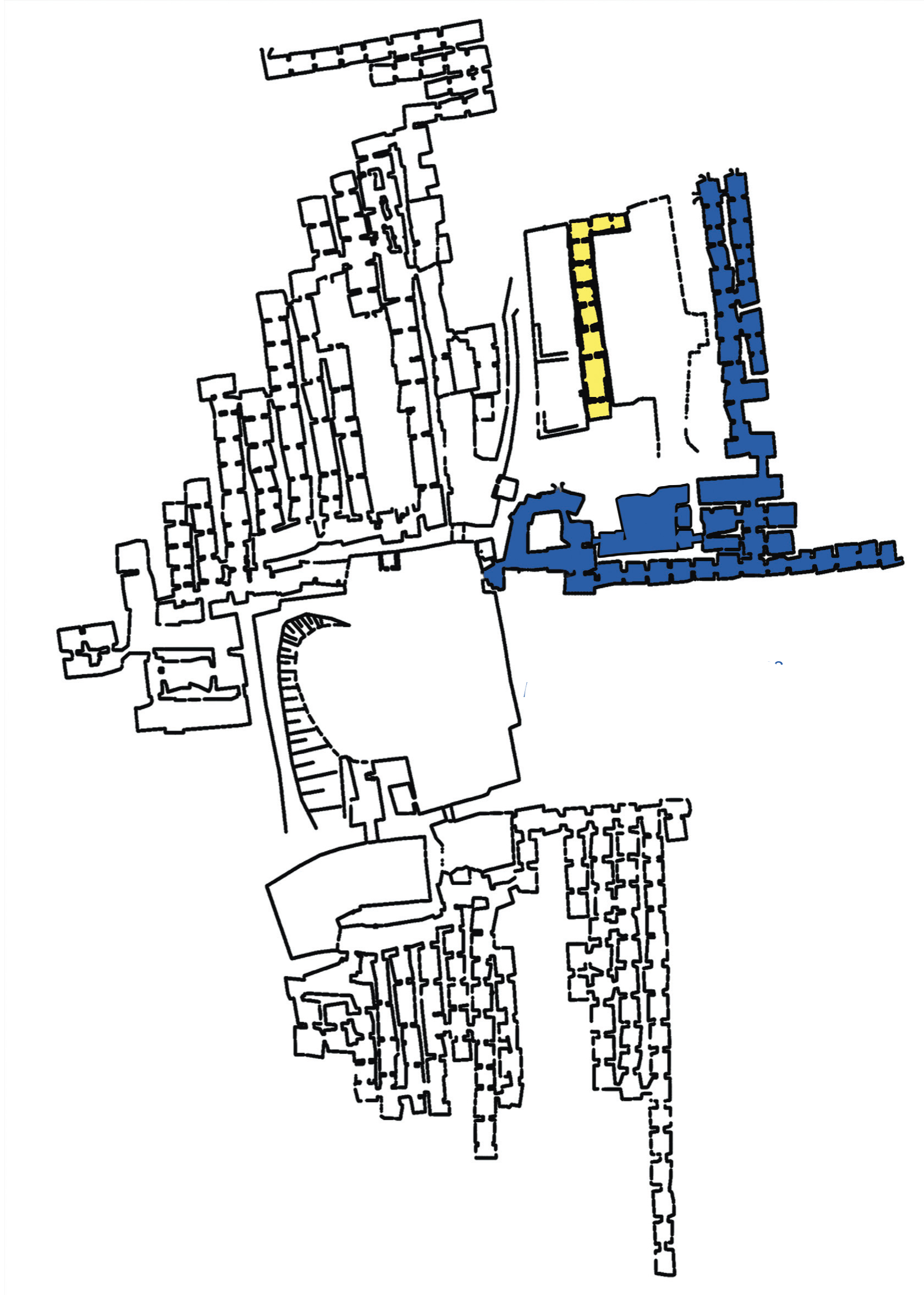
Plan des caves des Perrières. La zone en bleue est actuellement utilisée.

Le site des Perrières se situe dans la commune de Doué-en-Anjou (anciennement commune de Doué-la-Fontaine), Ce site est historiquement connu pour ses diverses activités souterraines, notamment l'extraction du falun. De nos jours, il est en partie ouvert au public.

## Historique du site
Il y a 10 millions d'années, Doué-en-Anjou était une zone côtière. Il y régnait un climat subtropical comparable au Sénégal d'aujourd'hui. Le bassin de Doué-en-Anjou se distingue par l'épaisseur du falun qui le constitue. Les faluns sont des sables coquilliers de l'ère tertiaire. Ils sont très répandus dans l'Ouest de la France, en Normandie, en Bretagne, en Vendée, en Poitou, en Touraine et bien sûr en Anjou. Le bassin s'est constitué par une accumulation de couches de faluns apportés par des marées. Des distinctions de la texture du falun peuvent s'observer d'un quartier à un autre de la commune.
Sur le site des Perrières, l'extraction et l'exploitation du falun a débuté à la fin du 18e siècle et durera 150 ans environ. Cela suit une tradition communale concernant l'exploitation des sous-sols en divers usages.

### La vie souterraine de Doué-en-Anjou
Le sous-sol de Doué-en-Anjou est creusé de nombreuses carrières et habitats troglodytiques.

#### L'habitat souterrain
Historiquement, l'habitat souterrain avait pour vocation de défendre et protéger ses habitants. Il était étroit et faiblement éclairé. Petit à petit, il a gagné en confort avec l'arrivée de cheminée, de fenêtre et de puits de lumière. À partir du 15e siècle, les caves troglodytiques perdent leurs usages d'habitations pour devenir des dépendances d'habitats de surface. De ce fait, certains quartiers de la commune connaîtront un appauvrissement. C'est le cas de celui des Perrières.
Concernant l'habitat troglodytique de la rue des Perrières, le phénomène de paupérisation qui a touché la ville de Doué-en-Anjou se traduit par le fait que ces habitats étaient moins coûteux, mieux isolés et plus sécurisés. Jusqu'en 1976, trois familles ont vécu aux Perrières. Si anciennement, les habitats troglodytiques étaient déconsidérés, il existe maintenant un grand engouement pour ce type d'habitation du fait de son caractère insolite, esthétique et écologique.

#### Les carrières

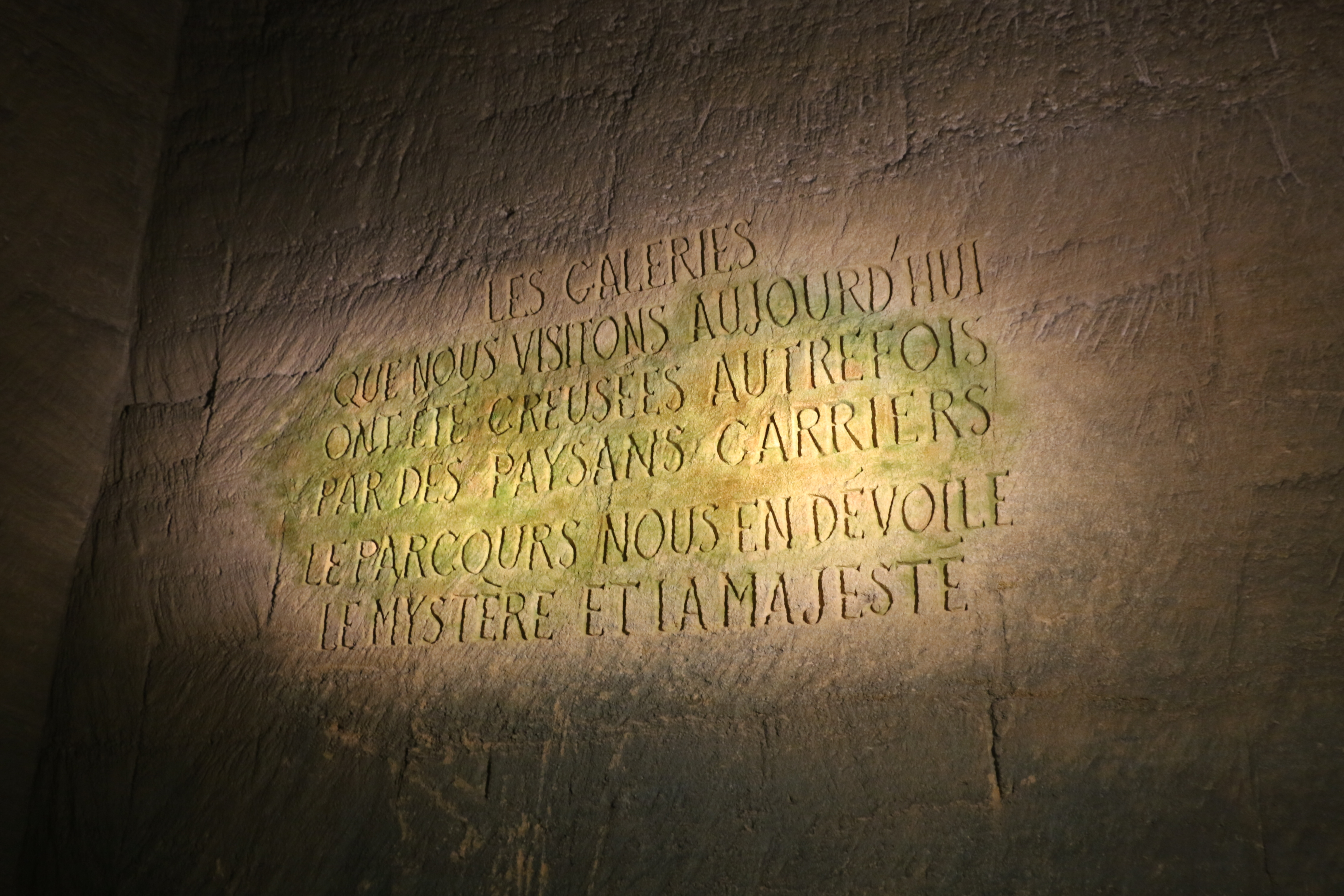
Mur de pierre à l'intérieur des carrières.

À partir du Moyen Âge, l'exploitation des carrières ne cessera de prendre de l'ampleur. À travers les siècles, les techniques d'extraction vont être en corrélation avec les grandes phases constructives que Doué-en-Anjou connaîtra. Cela va s'exprimer par le biais de la création de monuments religieux ou de maisons bâties. À partir du XVIIIe siècle, la roche sera utilisée pour répondre à d'importants besoins en construction d'habitations.

### L'extraction du falun
L'extraction du falun, à travers les années, ne sera pas uniquement réalisée par des carriers professionnels mais également par des personnes peu qualifiées, et réalisant une extraction de la roche plus occasionnelle. Le processus d'extraction se déroule en plusieurs étapes. D'abord, une évacuation du falun impropre à la construction puis une extraction grâce à un treuil implanté au sein de salles d'extraction implantées à 20m de profondeur.

### La culture de champignon
Dès la fin du XIXe siècle, les carrières présentent tous les avantages pour une culture favorable du champignon : de grandes surfaces obscures, humides et à température constante. 500 salles environ seront construites par les champignonnistes à partir de 1960. Afin de remédier à la température un peu trop froide des caves, des chaudières au fioul seront installées. Toutefois, l'activité que constitue la production de champignon prendra fin après les deux chocs pétroliers en 1981.

## Les Perrières aujourd'hui
Aujourd'hui sur le site des Perrières de la commune de Doué-en-Anjou, deux dispositifs publics sont proposés et animés par le service Tourisme et Culture de la commune.

### Le Centre d'Hébergement des Perrières
Imaginé par l'architecte Bruno Duquoc, un centre de séjour troglodytique voit le jour au début des années 1980. D'abord salle festive avec cuisine aménagée et un hébergement collectif de 35 lits, ce centre voit sa capacité d'accueil augmentée à 58 lits dans les années 1990 suivi de la création d'un parcours de visite en caves en 1997. Le centre de séjour a aujourd'hui le label Centre du Patrimoine, des agréments Éducation Nationale et Jeunesse et Sport.
Le site accueille sur réservation des séminaires, des randonneurs, des rassemblements amicaux ou familiaux et également des groupes scolaires. La pluralité des activités proposées (géologie, paléontologie, travaux artistiques, etc.) animées par les agents du service Animation du Patrimoine de la ville de Doué-en-Anjou font de ce lieu un espace de savoir sur un patrimoine encore peu connu.

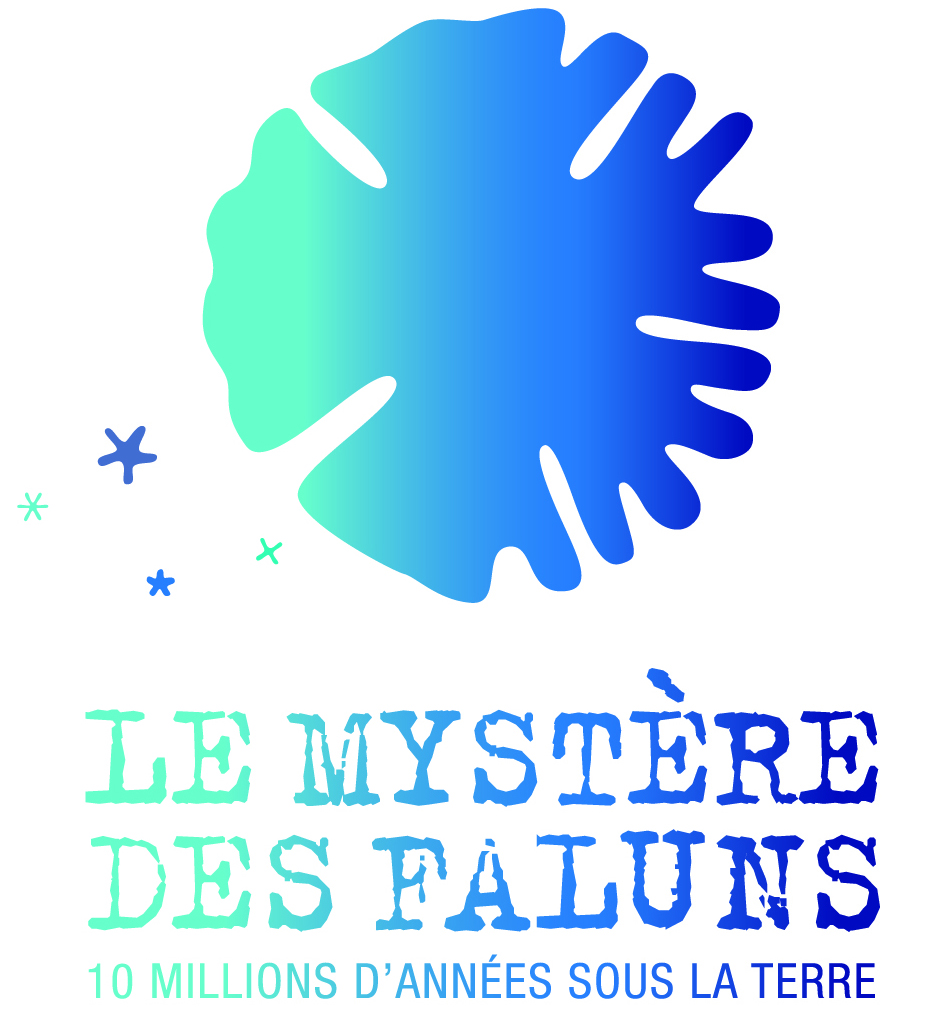
Logo du mystère des Faluns

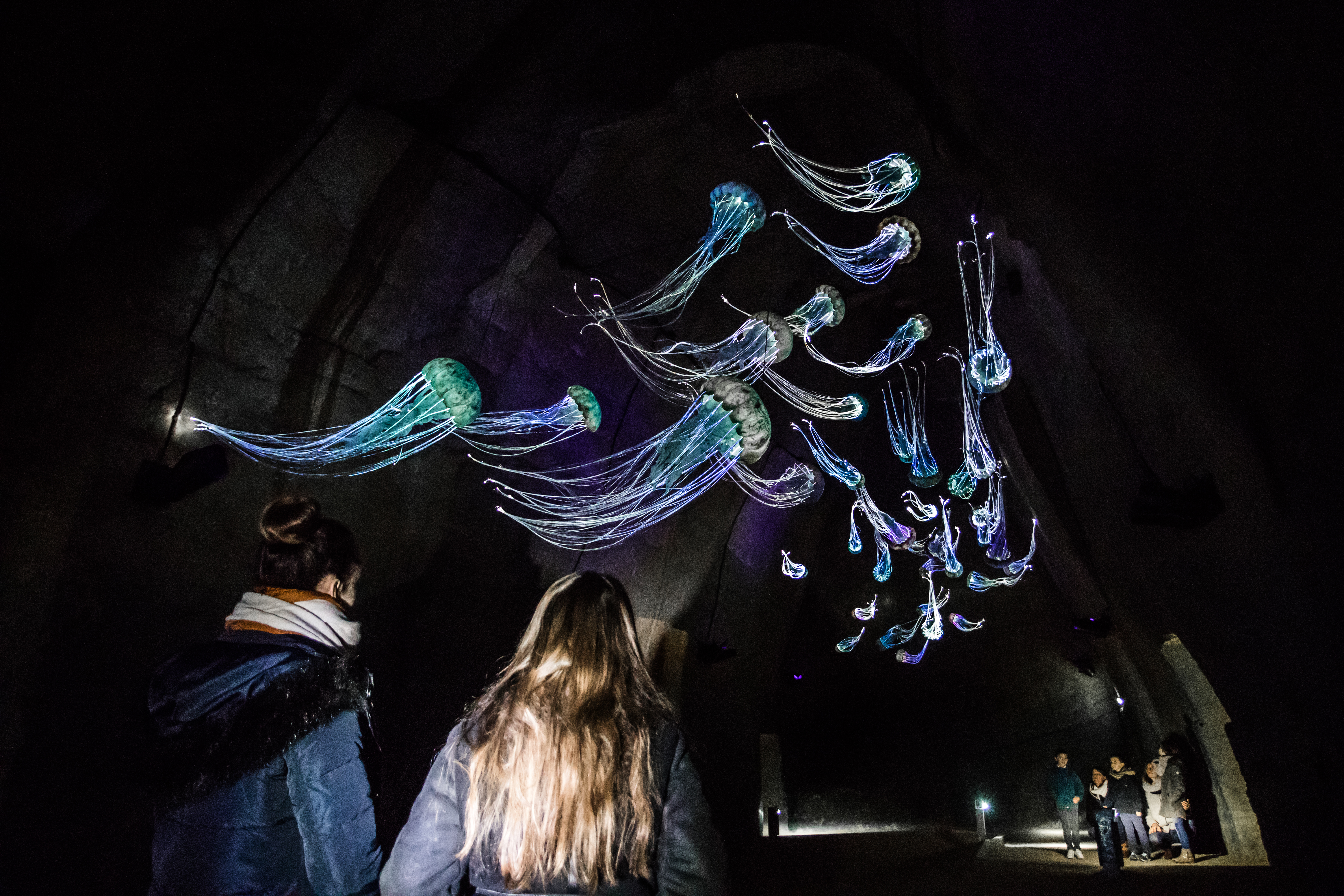
Scénographie du Mystère des Faluns

### Le Mystère des Faluns
Afin de donner un essor touristique au site des Perrières, la commune de Doué-en-Anjou en partenariat avec le cabinet Lucie Lom d'Angers, a souhaité proposer une scénographie sous forme de parcours artistique relatant la formation du falun et de son exploitation par l'homme. Liés au décor naturel du site, des projections et des jeux de lumières sont créés pour présenter les grandes étapes géologiques des Perrières. En 2018, le Mystère des Faluns a reçu 45 000 visiteurs.
Le Mystère des Faluns, c'est un parcours artistique dans les majestueuses galeries souterraines hautes de 15 à 20 mètres et un voyage à travers l'histoire géologique et humaine de ce site exceptionnel. Le site est ouvert au public de février à novembre.